# キャプテンバイソン
キャプテンバイソンは、かつてプロダクション人力舎で活動していた日本のお笑いコンビ。2025年4月4日解散。

## メンバー
西田 涼（にしだ りょう、1993年6月9日（32歳）- ）
- 東京都中央区出身。近畿大学農学部水産学科卒業。
- 立ち位置は左。ツッコミ担当。
- 身長173cm。体重55kg。血液型A型。
- 普通自動車免許、2級小型船舶免許、漢検2級、英検2級、ダイビングライセンスの資格を所持している。
- 趣味は海水魚の採取や飼育（歴20年）、カラオケ、図画工作。
- 特技はモノマネ（湘南乃風、井上陽水、Mr.ビーン、玉置浩二など）、素潜り、絵。
- 大学卒業後は3年ほど会社員として働いていたが、大学の同級生がスクールJCAに入学した事をきっかけに退職しJCAに入学（その同級生は1期先輩のピン芸人「zabu」）[2][3]。また、zabuとはstand.fmアカウントを開設している[4][5]。

高野 哲郎（たかの てつろう、1994年6月12日（31歳）- ）
- 栃木県大田原市出身。筑波大学情報学群情報科学類中退。
- 立ち位置は右。ボケ、ネタ作り担当。
- 身長179cm。体重75kg。血液型AB型。
- 普通自動車免許を所持している。
- 趣味はカラオケ、映画。
- 特技は洋画吹き替え声、カラオケ（精密採点最高98点）、サングラスモノマネ（鈴木雅之、King Gnuなど）、どのフルーツを言われてもそのフルーツにビタミンがあるかどうか答えられる事。
- フレームの小さなサングラスを愛用して大量に所持しており、様々な芸人にそのサングラスをかけさせる「瞳奪い」という活動を行っている[6]。
- 初めて毎週見たお笑い番組はワンナイR&Rやココリコミラクルタイプといったバラエティで、少年時代は栃木の山奥の学校で野球漬けの日々を送る中そういった水10!枠の番組を寝る前に観るのが至福の時間だったという。それをきっかけに「お笑い」というものを意識するようになった[5]。
- 大学時代はアカペラサークルに所属しており、曲間でコントをしたところ反響があったために芸人を志した[2]。
- 2024年4月に司場才蔵（定点計画）とユニット「シバテツロウ」を組み、同年のM-1グランプリで3回戦へと進出した[7]。

## 来歴
共にスクールJCA28期生。養成所時代はそれぞれ別に活動しており、西田はトリオでコントを、高野は漫才をしていた。事務所に所属するための査定ライブ直前に高野のコンビが解散し、養成所の友人に同じくトリオでの活動が上手く行っていなかった西田を勧められる形で2020年1月22日にコンビ結成。
コンビ名は二人の好きなKing Gnuをもじったもので、カラオケでKing Gnuの曲を一緒に歌って意気投合したことがコンビ結成のきっかけ。高野は前コンビではネタ作り担当ではなかったが、コンビ結成を誘った側なので仕方なくネタ作りを担当することになった。
キングオブコントでは2022年から3年連続で準々決勝へと進出し、2023年に芸歴5年目以内の若手芸人を対象とした賞レース「UNDER5 AWARD」で準優勝した。それまでは事務所内でもあまり注目されている存在ではなく、準優勝の際には「まさかあんなにウケるとは」という反応があったという。
2024年、「ツギクル芸人グランプリ」にて決勝進出。また、2年連続で「UNDER5 AWARD」準優勝を果たす。
2025年4月2日、プロダクション人力舎及び双方の公式X（旧：Twitter）アカウントにて解散を発表。同月4日出演の事務所ライブ「バカ爆走!」が、キャプテンバイソンとしての最後の舞台となった。高野はしばらくピン芸人「テツロー」として、西田は将来を模索していく形でそれぞれ事務所に残り芸人活動を継続する。

## 芸風
コントを専門とする。高野は前コンビでは漫才をしていたものの「キャラクターを被ったほうが暴れられる」、西田は「漫才はどういう自分でやればわからない」といった各々の理由からキャプテンバイソンでは漫才をしておらず、M-1グランプリにも2022年以降エントリーしていない。

## 賞レース戦績

### キングオブコント
- 2022年 準々決勝進出
- 2023年 準々決勝進出
- 2024年 準々決勝進出

### その他
- 2020年 M-1グランプリ 1回戦敗退
- 2021年 M-1グランプリ 1回戦敗退
- 2023年 第1回UNDER5 AWARD 準優勝
- 2023年 マイナビ Laughter Night 9月度月間チャンピオン[22]
- 2023年 マイナビ Laughter Night 第9回チャンピオンLIVE進出[23]
- 2023年 第8回白黒-1グランプリ 決勝進出[24]
- 2024年 第2回UNDER5 AWARD 準優勝
- 2024年 第5回ツギクル芸人グランプリ 決勝進出
- 2024年 第45回ABCお笑いグランプリ 最終予選進出[25]
- 2024年 M-1グランプリ 3回戦進出 ※高野のみ、司場才蔵（定点計画）とのユニット「シバテツロウ」として[7]

## 出演

### テレビ
- 多数派発見バラエティ ドマンナカ（フジテレビ、2022年9月17日）
- ネタパレ（フジテレビ、2023年7月21日）
- 深夜のハチミツ（フジテレビ、2023年8月つぼみ芸人）
- 賞金奪い合いネタバトル ソウドリ〜SOUDORI〜（TBSテレビ、2023年8月8日）
- くりぃむナンタラ（テレビ朝日、2023年10月18日）
- ザ・細かすぎて伝わらないモノマネ（フジテレビ、2023年12月16日）※西田のみ
- 白黒アンジャッシュ（チバテレ、2023年12月26日）
- ツギクル芸人グランプリ2024（フジテレビ、2024年6月29日）
- 千鳥のクセスゴ!（フジテレビ、2025年2月16日）

### ラジオ
- マイナビ Laughter Night（TBSラジオ、2023年7月28日[26]・9月22日[27]・12月15日[28]・2024年7月26日[29]）
- ふんわり（NHKラジオ第1、2023年8月29日）

### ネット配信
- 内村のツボる動画（テレビ東京、2020年6月9日）※西田のみ
  - 番組公式YouTube配信動画「水産学科出身の魚好き芸人が水槽をレイアウトしカクレクマノミを飼う動画」に出演。
- チャンスの時間（AbemaTV、2024年10月27日）

### ライブ
- バカ爆走!（事務所ライブ、新宿Fu-）
- どっきん!（事務所ライブ、新宿バティオス）
- ルミナ（事務所ライブ、シアターマーキュリー新宿）
- キャプテンバイソン寄席（2022年1月31日、新宿ブリーカー）
- キャプテンバイソン寄席 THE FINAL・RETURNS・THE FINAL2（2022年5月7日、新宿バッシュ）
- もてあそばれる21組のネタライブ「審査委員長は真空ジェシカ」（2022年8月25日、東京・渋谷さくらホール）[30]
- 真空ジェシカ寄席「寄席崎心中」（2023年3月23日、東京・北沢タウンホール）[31]
- お台場冒険王2024ノンストップ!お笑いライブ（2024年8月8日、1Fフジテレビ広場・クルマ買取はソコカラ♬ステージ）[32]
- 夏ネーター2024 ～とれたてピーチパイン編～（2024年8月21日、東京・渋谷さくらホール）[33]
- 笑市笑座～ゲラいちゲラざ～（2024年8月29日・11月28日、歌舞伎町劇場）[34][35]
- 全日本コントファンクラブ 九〇〇〇（2024年9月8日、有楽町よみうりホール）[36]
- あなたのためにできること（2024年11月15日、座・高円寺2）[37]
- 笑い飯の漫才天国 in 東京 ～イキのいい若手大集合スペシャル～（2025年1月20日、品川区きゅりあん大ホール）[38]
- SE7EN（2025年2月24日、東京・としま区民センター 小ホール）[39]
- 未知満ちて（2025年3月16日、東京・野方区民ホール）[40]

### 単独公演
- 第1回単独公演『ステイドッグ』（2024年6月8日、渋谷・ユーロライブ）[41]